# Lijst van burgemeesters van Wamel
Dit is een lijst van burgemeesters van de voormalige Nederlandse gemeente Wamel tot de gemeentelijke herindeling op 1 januari 1984 waarbij Wamel fuseerde met delen van de gemeente Appeltern en Dreumel tot de huidige gemeente West Maas en Waal (tot 1 juli 1985 nog onder de naam 'gemeente Wamel').
| Ambtsperiode                                                   | Naam burgemeester                             | Partij of stroming | Bijzonderheden                                          |
| -------------------------------------------------------------- | --------------------------------------------- | ------------------ | ------------------------------------------------------- |
| 18?? - 1843                                                    | George Frederik Albert Meynhardt              |                    |                                                         |
| 1844 - 1851                                                    | Nicolaas de Ridder                            |                    |                                                         |
| 1851 - 1865                                                    | G.J. (George Joachim) Kolfschoten (1823-1895) |                    | later notaris te Gendringen                             |
| 1865 - 1895                                                    | Jacob Jan Hendrik baron van Delen             |                    | tot 1881 jonkheer                                       |
| 1896 - 1907                                                    | H.W.J.C. van der Sijp                         |                    |                                                         |
| 1907 - 1927                                                    | P.J.M. Schuijt                                |                    |                                                         |
| 1927 - 1934                                                    | G.J.J. Wouters                                |                    | later burgemeester van Eibergen                         |
| 1935 - 1967                                                    | G.H.B. Ditters                                |                    |                                                         |
| 1967 - 1979                                                    | drs. Zeno Melchior Deurvorst                  | KVP                | eerder burgemeester van Wehl                            |
| 1979 - 1984                                                    | Henk (H.H.L.M.) Pröpper                       | KVP / CDA          | waarnemend, tevens burgemeester van Dreumel (1977-1984) |
| Fusiegemeente Wamel vanaf juli 1985 gemeente West Maas en Waal |                                               |                    |                                                         |
| 1984 - (1991)                                                  | Henk (H.H.L.M.) Pröpper                       | CDA                |                                                         |
| vervolg zie: Lijst van burgemeesters van West Maas en Waal     |                                               |                    |                                                         |